# 엘레우시스 밀의종교
엘레우시스 밀교(그리스어: Ἐλευσίνια Μυστήρια 엘레우시니아 미스테리아[*], 영어: Eleusinian Mysteries) 또는 엘레우시스 밀의종교(Eleusinian mystery religion)는 고대 그리스의 마을인 엘레우시스를 기반으로 하는 그리스 신화의 두 여신 데메테르와 페르세포네의 컬트 종교이자, 이 컬트 종교의 가르침 또는 이 컬트 종교가 엘레우시스에서 매년 또는 5년마다 개최한 신비 제전 또는 비전 전수 의식을 가리킨다.
엘레우시스 밀교는 고대에 존재하였던 모든 밀의종교에서 가장 중요한 것 중 하나라고 여겨졌다. 엘레우시스 밀교의 토대는 미케네 문명(기원전 1600?~1100)으로 거슬러 올라가는 옛 농업 컬트 종교라는 것이 현재의 정설이다. 농업 컬트 종교의 대표적인 경우라 할 수 있는 데메테르의 컬트 종교는 기원전 1500년경에 성립된 것으로 받아들여진다. 그리고 엘레우시스 밀교와 고대의 혼합주의적 종교에서 보이는 영혼의 불멸성에 대한 관념은 고대 후기(기원후 2~8세기)에 들어온 것으로 보인다.
엘레우시스 밀교 또는 엘레우시스 제전은 지하 세계의 왕인 하데스가 데메테르로부터 페르세포네를 납치하는 신화를 바탕으로 하는데, '실락(상실)', '탐색', '승천'의 세 단계의 사이클로 이루어져 있다. 이 세 단계 중 엘레우시스 밀교의 중심 테마를 이루는 것은 페르세포네가 '승천'하여 그의 어머니 데메테르와 재합일하는 것이다. 엘레우시스 밀교는 고대 그리스의 주요 축제 중 하나였으며 후에 고대 로마로 확산되었다. 마을 이름인 엘레우시스(Eleusís)는 선(先)그리스 시대의 것으로 보이며 엘리시움(Elysium)과 여신 에이레이티이아(Eileithyia)의 지상적 대응부를 뜻하는 것으로 여겨진다.
엘레우시스 밀교의 의식과 교의 및 믿음은 오랜 고대로부터 비밀로 지켜져왔으며 또한 일관되게 보존되어 왔다. 엘레우시스 밀교의 비전가들은 스스로 그 참여를 결정한 후 인내하며 전수받은 비전들의 보답을 사후 세계에서 받게 될 것이라고 믿었다. 엘레우시스 밀교의 다양한 측면을 묘사하는 많은 그림과 도자기 파편들이 있다. 엘레우시스 밀교에는 사후 세계의 비전(vision)과 마법적 요소들이 포함되어 있기 때문에, 엘레우시스 밀교의 큰 영향력과 오랜 기간 동안 계속될 수 있었던 이유가 환각제를 사용했기 때문이라고 보는 일부 학자들도 있다.

## 용어
밀의(Mystery) 또는 신비(Mystery)라는 용어는 라틴어 미스테리움(mysterium)과 그리스어 미스테리온(mysterion)에서 유래된 낱말이다. 대개 단수형 대신 복수형이 사용되는데 그리스어 복수형 미스테리아(μυστήρια mysteria)에서 유래한 것이다. 이러한 유래에 따르면, 밀의(Mysteries) 또는 신비(Mysteries)는 '비밀한 의식 또는 교의'를 뜻한다. 때문에 영어 Mysteries는 문맥에 따라 밀교, 신비, 비의, 비전 전수 의식, 신비 제전, 제전, 신비 종교, 신비주의 종교 등으로 번역되고 있다.
이러한 어떤 밀의(Mystery)를 따른 사람을 미스테스(mystes), 즉 밀의가(mystic)라고 한다. 이 문맥에서 미스테스(밀의가)는 '비전 전수를 받은 사람', 비전가(initiate)를 뜻한다. 미스테스(밀의가)라는 낱말은 '닫다 또는 차단하다'를 뜻하는 미에인(myein)으로부터도 유래했는데, 이 유래는 비밀엄수, 즉 눈과 입을 닫는 것을 가리키며:56  오직 비전가들만이 의식에 참여하거나 참관할 수 있다는 것을 의미한다.
위의 어원적 유래에 따를 때 밀의종교(Mysteries)는 모든 종교적 활동이 비-비전가들 또는 비입문자들에게는 닫혀 있으며, 교의와 수행법이 일반 대중에게는 비밀로 되어 있는 컬트 종교를 뜻한다.

## 신화

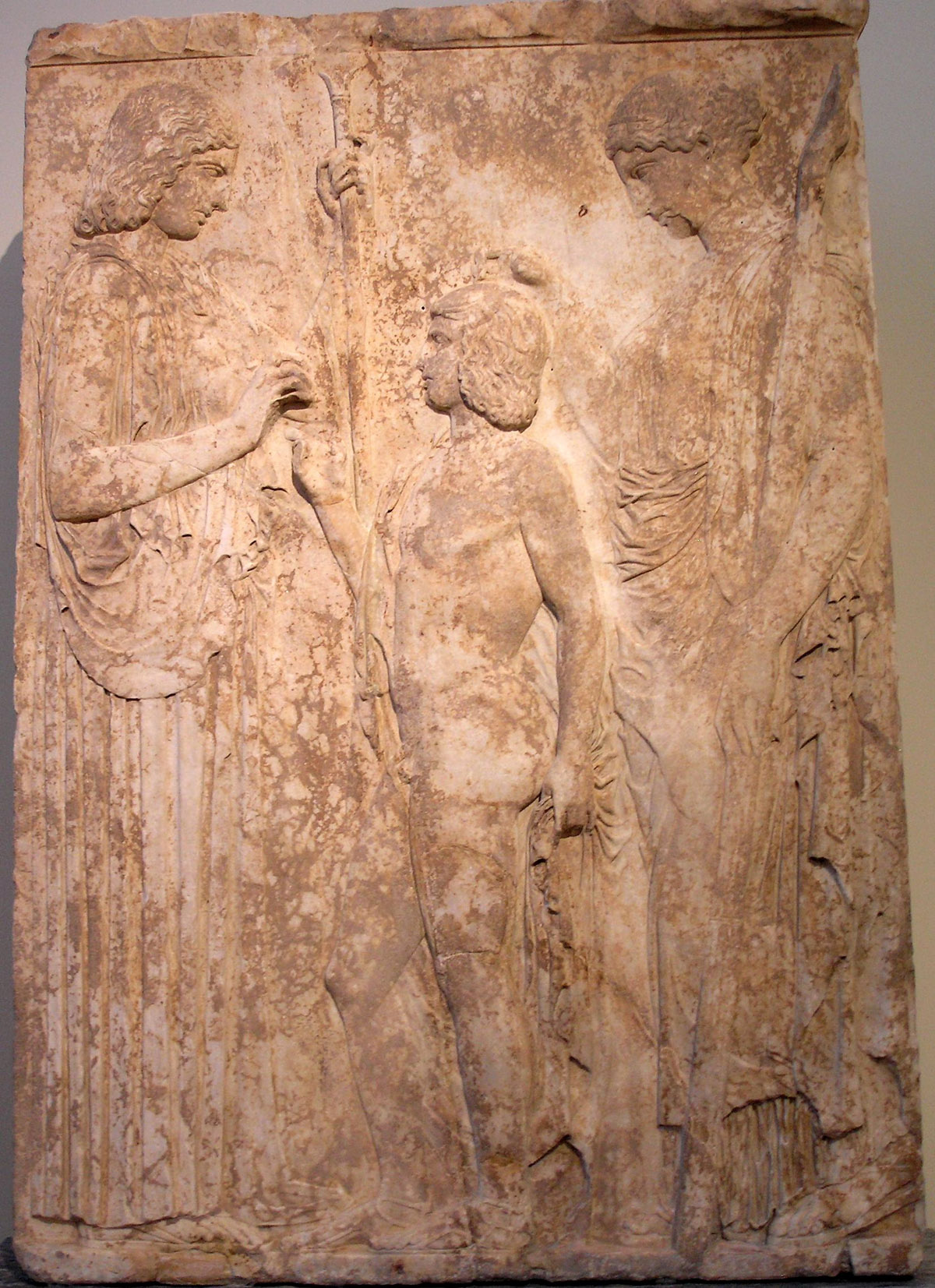
엘레우시스 부조(Eleusinian Relief): 이 부조에서 트리프토레모스는 데메테르로부터 밀 다발을, 페르세포네로부터 축복을 받고 있다. 이 신화는 엘레우시스 밀교와 깊은 관련이 있다. 기원전 5세기 부조. 아테네 국립 고고학 박물관

엘레우시스 밀교는 호메로스식 찬가(Homeric Hymns: 기원전 650년경) 중의 하나에서 이야기하고 있는 것처럼 농업 · 풍요 · 생식의 여신인 데메테르의 신화와 관련이 있다. 이 찬가에 따르면, 데메테르의 딸인 페르세포네(아가씨 또는 처녀의 의미인 "코레(Kore)"라고도 불리었다)는 친구들과 함께 꽃을 따고 있었는데, 그때 죽음과 지하세계의 신인 하데스가 그녀를 납치하여 지하 세계 왕국으로 데려갔다. 데메테르는 몹시 슬퍼하고 괴로워하면서 딸을 찾아서 높은 곳과 낮은 곳 모두를 찾아헤멨다. 데메테르가 받은 스트레스와 고통 때문에, 그리고 제우스로 하여금 자신의 딸이 돌아오도록 허락할 것을 강제하기 위해 데메테르는 극심한 가뭄을 일으켰고 이 가뭄으로 인해 사람들은 크게 고통을 받고 많은 이들이 굶어죽었다. 그 결과, 제우스는 마침내 동의하였고 페르세포네가 그녀의 어머니에게로 돌아가는 것을 허락하였다.
신화에 따르면 자신의 딸을 찾아헤메는 동안 데메테르는 아주 멀리까지 여행하였고 많은 작은 모험들을 겪었다. 그 중의 하나에서 데메테르는 농업의 비밀을 트리프톨레모스에게 가르쳤다. 마침내, 제우스와 의논하여 데메테르는 자신의 딸과 다시 만나게 되었고 땅은 이전의 푸른 초목과 활기의 상태로 되돌아 왔는데, 이것이 지중해의 첫 가을이었다. (이 이야기에 대한 자세한 내용은 데메테르 문서를 참조하시오.)
배고픈 사람들의 아우성과 사람들의 성난 소리를 들은 다른 신들의 압박을 받은 제우스는 마침내 하데스로 하여금 페르세포네를 되돌려줄 것을 명하였다. 그런데 지하 세계에서 음식이나 음료를 마신 자는 영원히 지하 세계에서 보내야 한다는 것이 운명의 법칙이었다. 페르세포네를 데려오는 역할을 맡은 헤르메스에게 페르세포네를 건네주기 전해 하데스는 꾀를 부려 페르세포네가 석류 씨 6개 또는 4개를 먹게 하였다 (이야기에 따라 먹은 씨의 개수가 6개 또는 4개로 다르다). 이 결과, 페르세포네는 1년의 6달 또는 8달은 자신의 어머니 데메테르와 함께 있지만 나머지 6달 또는 4달 (석류씨 하나 당 한 달) 동안은 지하 세계에서 보내야 했다. 페르세포네가 없는 동안 데메테르는 슬픔에 빠져 땅을 돌보는 일을 소홀히 하였다. 그 후 페르세포네가 지상으로 되돌아오면 데메테르는 다시 기뻐하면서 땅을 잘 돌보기 시작하였다.
페르세포네가 8달 동안은 데메테르와 함께 있고 4달 동안은 하데스와 함께 있다고 가정할 경우, 이것은 8달 동안은 성장과 풍요의 시기이고 뒤이어 아무런 생산이 없는 4달의 기간이 잇따르는 것이 된다. 이것은 고대 그리스의 지중해 기후와 상응한다. 페르세포네가 하데스와 함께 있는 4달은 그리스의 건조한 여름에 해당하는데, 이 기간 동안 식물들은 가뭄으로 생존의 위협을 받는다. 씨가 뿌려지는 가을 초입에 페르세포네는 지하 세계로부터 되돌아와서 자신의 어머니와 다시 만나고 성장의 사이클이 새로이 시작된다.
페르세포네의 재탄생 또는 귀환은 모든 식물 생명체의 재탄생을 상징하며 세대와 세대로 흐르는 생명의 영원성을 상징한다.

## 밀의종교

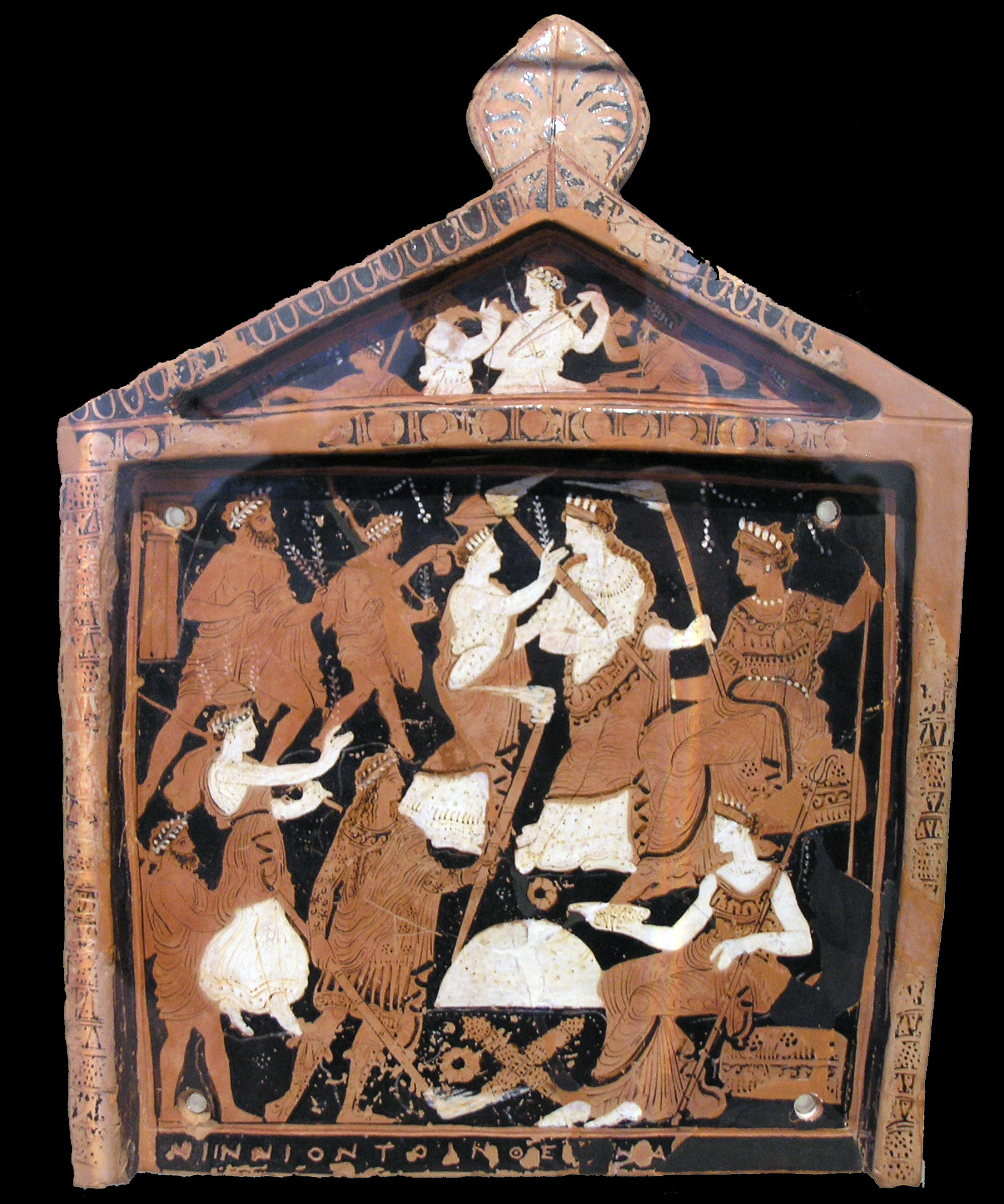
닌니온 타블레트(Ninnion Tablet): 엘레우시스 밀교와 관련된 장면이 묘사되어 있다. 기원전 370년경

엘레우시스 밀교는 아주 고대의 것으로 여겨지고 있다. 미케네 문명 시대(기원전 1600~1100)의 종교적 실천으로부터 유래한 것으로 추정하며 따라서 그리스 암흑기(기원전 1100~750) 이전에 성립된 것으로 여겨진다. 현대 학자들의 견해 중 한 흐름은 엘레우시스 밀교가 '인간계 너머의 신계의 영역으로 인간을 들어올려 신이 되게 함으로써 구원을 성취하게 하고 불멸성을 획득하도록 하기 위하여' 의도된 것이라는 것이다. 비교종교학적 연구에 따르면 이 그리스의 밀교 또는 제전과 고대 근동의 다른 비슷한 종교적 체계들 또는 가르침들 간에는 유사점들이 있다 (참고: 고대 근동의 종교). 이러한 고대 근동의 가르침으로는 고대 이집트의 이시스와 오시리스 밀교와, 고대 시리아의 아도니스 밀의종교, 페르시아 밀의종교, 프리기아의 카베이리 미르이종교(Cabirian mysteries)이 있다. 어떤 학자들은 엘레우시스 밀교 또는 컬트 종교는 미케네 문명이 아니라 미노스 문명(기원전 3650~1170)의 어떤 종교 컬트의 연속으로, 고대 근동의 다른 종교들의 영향을 받아 성립된 것이라고 주장하였다.
엘레우시스 밀교는 대밀교(Greater Mysteries) 또는 대밀의제전과 소밀교(Lesser Mysteries) 또는 소밀의제전으로 구성되어 있었다. 소밀의제전은 매년 열렸으며 대 신비 제전은 5년마다 열렸다. 이러한 주기는 약 2천년간 계속되었다. 데메테르에게 바치는 호메로스식 찬가에 따르면 켈레오스(Celeus) 왕은 데메테르 컬트 종교의 비밀한 의식과 밀교를 배운 최초의 사람들 중의 한 명이었다고 한다. 그는 또한 디오클레스(Diocles), 에우몰포스(Eumolpos), 폴루세노스(Polyxenus), 트리프톨레모스(Triptolemus)와 더불어 데메테르 컬트 종교의 최초의 사제들 중의 한 명이었다. 이들 중 트리프톨레모스는 켈레오스의 아들로 데메테르로부터 농업을 배운 것으로 여겨졌다.
고대 아테네의 참주 페이시스트라토스(재위 기원전 546~527/8)의 통치기 동안, 엘레우시스 밀교는 범그리스적인 것이 되었고 순례자들이 그리스 전역과 외부로부터 이 밀교 또는 신비 제전에 참여하기 위해 엘레우시스로 왔다. 기원전 300년경부터는 고대 아테네 도시 국가가 엘레우시스 밀교를 관장하였는데, 구체적으로는 고대 아테네의 사제 가문이었던 에우몰포스가(Eumolpidae)와 케릭스가(Kerykes)가 관장하였다. 이렇게 국가가 이 밀교를 관장하면서 비전가의 수가 크게 증가하였다. 비전 전수를 받는 유일한 자격 조건은 살인의 전과가 없고 야만인(Barbarian, 그리스어를 말할 수 없는 사람)이 아니어야 한다는 것이다. 이러한 조건이 충족되면 차별 없이 모두 비전을 받을 수 있었으며 노예도 참가가 가능하였다.

### 참가자
엘레우시스 밀교에 참가하기 위해서는 반드시 비밀엄수 서약을 해야 했다.
다음의 네 부류의 사람들이 엘레우시스 밀교에 참가하였다:
1. 사제 및 하이어러팬트(hierophants)
2. 처음으로 의식에 참가하는 입문자들
3. 최소 한 번 이상을 참가한 사람들: 이들에게는 네 번째 부류에 들 자격이 주어졌다.
4. 에포프테이아(ἐποπτεία, épopteia, '명상 또는 묵상의 경지, contemplation')를 성취한 사람들: 이들은 데메테르의 대밀교 또는 대밀의제전의 비밀을 배운 사람들이었다.

### 비밀 가르침
엘레우시스 밀교에 대한 확실한 정보는 결코 글로 쓰여진 적이 없다. 따라서 엘레우시스 밀교에 대한 어떠한 설명이건 대체적인 요약 정도에 지나지 않는다. 예를 들어, 신성한 상자 키스테(kiste)와 뚜껑이 달린 바구니 칼라토스(kalathos)에 무엇이 담겨 있었는지는 오직 엘레우시스 밀교의 비전가들만이 알았다. 다만, 한 연구가가 키스테에는 황금색의 신비한 뱀, 알, 팔루스(남근), 그리고 아마도 데메테르에게 바치는 씨앗들이 들어있었다고 쓰고 있을 뿐이다.
기원후 3세기의 기독교 교부이자 저술가였던 히폴리토스는 엘레우시스 밀교에 대해 다음과 같이 말하여 그 일부 내용을 밝혔다. "아테네인들은 엘레우시스 제전의 최고급 단계에 들어가는 사람들에게, 가장 높은 신비한 진리들에 입문한 사람에게 적합한 강력하고 놀라우며 가장 완전한 비밀을 보여주었는데, 그것은 '수확한, 침묵의 곡물 이삭'의 비밀 또는 신비였다."

### 소밀교
엘레우시스 밀교는 대밀교 또는 대밀의제전(Greater Mysteries)과 소밀교 또는 소밀의제전(Lesser Mysteries)의 두 가지로 이루어져 있었다. 토마스 테일러(Thomas Taylor: 1758~1835)에 따르면 "소밀교의 드라마틱한 쇼들은 육체에 종속되어 있는 동안의 영혼의 신비를 오컬트적으로 상징한다. 대밀교의 드라마틱한 쇼들은 이 세상과 저 세상 모두에서의 영혼의 지복의 상태를 신비하고 눈부신 비전들(visions)을 통해 희미하게나마 암시한다. 즉, 물질적 성품의 오염으로부터 정화되어 항상 지성적 [영적] 비전(vision)의 실재들로 올라갈 수 있을 때의 영혼의 상태를 가리킨다." 그리고 플라톤에 따르면, "엘레우시스 밀교의 궁극적인 의도는 … 우리가 내려온 그 원천적인 원리들로 되돌아갈 수 있도록 이끄는 것이며, … 지성적 [영적] 선을 완벽히 즐기는 것이다."
소밀교 또는 소밀의제전은 고대 아테네의 아르콘 바실레우스(archon basileus)의 책임하에 안테스테리온(Anthesterion: 2~3월) 달에 열렸다. 비전 전수를 받을 자격을 얻기 위해, 참가자들은 데메테르와 페르세포네에게 새끼 돼지를 희생 제물로 바치곤 했다. 그런 다음 일리소스 강(Ilissos)에서 자신들을 정화하는 의식을 행하였다. 소밀의제전을 마치고 난 후에는 그 참가자들은 비전가들(initiates)이라는 의미의 '미스타이(mystai)'라 불리었으며 대밀교를 참관할 자격이 주어졌다.

### 대밀교
대밀교 또는 대밀의제전(Greater Mysteries)은 아티카력의 3번째 달로 그리스의 늦은 여름에 해당하는 보에드로미온(그레고리력의 9~10월) 14일에 시작되어 10일간 계속되었다.
첫 날인 보에드로미온 14일은 성물들을 엘레우시스로부터 아크로폴리스의 기슭에 있는 신전인 엘레우시니온(Eleusinion)으로 가져가는 행렬 의식으로 이루어져 있었다.
둘째 날인 보에드로미온 15일은 아기르모스(Agyrmos, 모임, gathering)라고 불렸는데, 하이어러팬트(hierophant, 사제 또는 '신성한 것들을 보여주는 자')들이 포르헤시스(prorrhesis), 즉 의식의 시작을 선언하였다. 그리고 '히레이아 데우로(hiereía deúro, 희생물들을 여기로, Hither the victims)' 희생 의식을 행하였다.

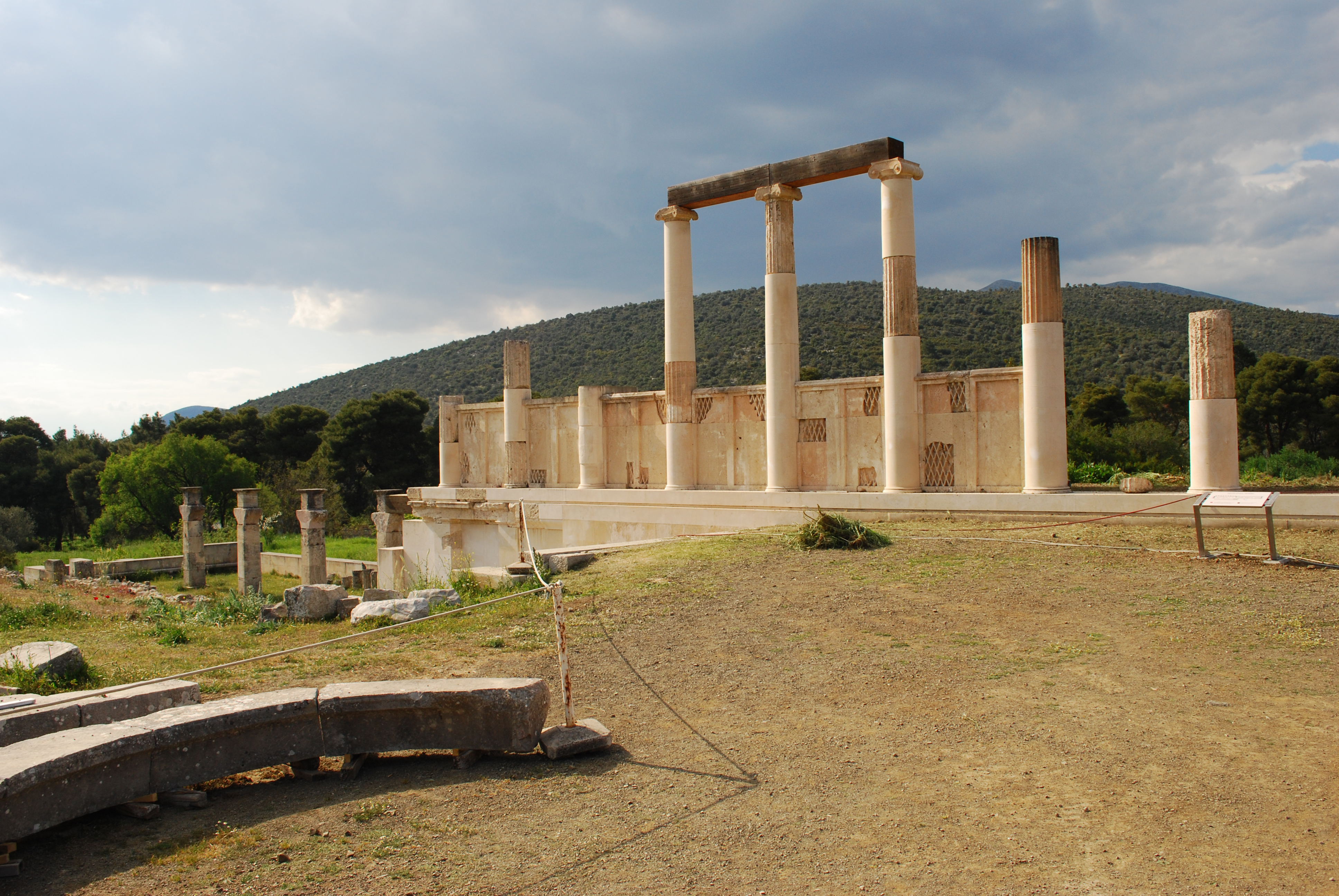
에피다우로스의 아스클레피오스 신전의 아바톤(abaton)

세째 날인 보에드로미온 16일에는, '할라데 미스타이(halade mystai, 비전가들을 바다쪽으로, Seawards initiates)'가 아테네에서 시작되었으며, 참가자들은 팔레론(Phaleron)의 바닷가에서 몸을 씻었다.
네째 날인 보에드로미온 17일에는, 참가자들은 아스클레피오스의 축제인 에피다우리아(Epidauria)를 시작하였다. 에피다우리아는 아스클레피오스의 주 신전이 에피다우로스(Epidauros)에 있는 것을 따라 명명된 이름이다. 이 '축제(신비 제전) 안의 축제'는 아스클레피오스라는 영웅이 그의 딸인 히기에이아(Hygieia)와 함께 아테네에 도착한 것을 기념하는 것으로, 엘레우시니온으로 가는 행진 또는 행렬 의식으로 이루어져 있었다. 이 행진 동안 비전가들은 가정 집에 머물며, 큰 희생 의식을 행하고, 밤새도록 연회를 가졌다. 이 밤새도록 열린 연회를 판니키스(pannykhís)라고 한다.
여섯째 날인 보에드로미온 19일에는, 아테네에 있는 묘지 지역인 케라메이코스(Kerameikos)에서 엘레우시스로 가는 행렬이 시작되었다. 이 행렬에서 참가자들은 '신성한 길'이라는 뜻의 '히에라 호도스(Ιερά Οδός, Hierá Hodós, Sacred Way)'를 따라 엘레우시스까지, 바코이(bacchoi)라 불린 나뭇가지들을 흔들며서, 걸어서 갔다. 행렬 도중 특정 지점에 이르렀을 때, 참가자들은 데메테르가 자신의 딸을 잃어버린 것을 몹시 슬퍼하고 있을 때 그녀에게 야한 농담을 하여 웃게 만든 노파인 이암베(Iambe) 혹은 바우보(Baubo)를 기념하여 외설적인 말을 소리쳤다. 또한 행렬 도중에 '이아크, 오 이아케(Íakch', O Íakche)!'라고도 외쳤는데, 이 말은 이아코스(Iacchus)를 가리키는 것으로, 이아코스는 디오니소스의 호칭이거나 혹은 페르세포네의 아들 혹은 데메테르의 아들의 호칭인 것으로 여겨지고 있다. 엘레우시스에 도착한 후에는, 페르세포네를 찾는 동안 데메테르가 단식한 것을 기념하여 하룻 동안 단식을 하였다. 이 단식은 키케온(kykeon)이라 불리는, 보리와 페니로얄(pennyroyal)을 넣은 특수한 음료를 마심으로써 끝을 맺었다.
일곱째 날과 여덟째 날인 보에드로미온 20일과 21일에는, 비전가들은 텔레스테리온(Telesterion)이라 불린 거대한 건물로 들어갔다. 이 건물의 가운데에는 아나크토론(Anaktoron, 궁전)이 있었는데, 이곳은 성물들이 보관되어 있는 곳으로 오직 하이어러팬트들만이 들어갈 수 있었다. 텔레스테리온으로 들어가기 위해서는, 비전가들은 들어가기 직전에 "나는 단식하였다. 나는 키케온을 마셨다. 나는 키스테(kiste: 상자)에서 [그것을] 꺼낸 후 그것을 가지고 작업하였고 그런 후 다시 그것을 칼라토스(kalathos: 뚜껑 없는 바구니)에 넣었다"라는 진술을 낭송해야 했다.
텔레스테리온 안에서 행해진 의식들은 드로메나(dromena) · 데이크누메나(deiknumena) · 레고메나(legomena)의 세 요소로 구성된 것으로 널리 여겨지고 있다. 첫 번째 드로메나(dromena)의 문자 그대로의 뜻은 '행해진 것(things done)'으로, 데메테르와 페르세포네의 신화를 드라마의 형태로 재연하는 것이다. 두 번째 데이크누메나(deiknumena)의 문자 그대로의 뜻은 '보이는 것(things shown)'으로, 성물(聖物)들이 비전가들에게 보여졌는데 성물들을 보이는 데는 하이어러팬트가 핵심적인 역할을 하였다. 마지막 세 번째의 레고메나(legomena)의 문자 그대로의 뜻은 '언급된 것(things said)'으로, 데이크누메나에 대한 해설들이었다. 이 세 요소는 통칭하여 '반복할 수 없는 것들(unrepeatables)'이라는 뜻의 '아포레타(apporheta)'라고 불리었다.
이 세 요소들에 대해 누설하는 경우 그 대가로 죽음의 형벌을 받아야 했다. 아테네의 아테나고라스(Athenagoras of Athens: 133~190)와 키케로(106~43 BC)를 비롯한 다른 고대 저술가들이 디아고라스(Diagoras)가 (다른 어떤 죄보다) 이 죄로 인해 죽음의 벌을 받았다고 언급하고 있다. 아리스토텔레스(384~322 BC)에 따르면, 비극 작가인 아이스킬로스(525?~456? BC)가 자신의 극작들 중 몇몇에서 엘레우시스 밀교의 비밀들을 누설했다는 혐의로 심리를 받았는데 무죄 판결을 받았다고 여겨지고 있다고 하였다. 이와 같이 엘레우시스 밀교의 핵심적인 의식들에 대한 누설 금지는 절대적인 사항이었으며, 엘레우시스 밀교에서 실천된 것에 대해 알려진 바가 사실상 거의 없는 것은 이 이유 때문이다.
일곱째 날과 여덟째 날인 보에드로미온 20일과 21일의 엘레우시스 밀교의 이 클라이맥스에 대하여 두 가지 현대의 이론이 있다. 첫 번째 이론은 하이어러팬트들이 신성한 밤의 비전들(visions)을 보여주었는데, 이 신성한 밤의 환경은 죽음 이후에도 삶이 계속된다는 것을 나타내는 불과 기타 다른 다양한 성물들로 이루어져 있었다고 주장한다. 다른 이론은 첫 번째 이론의 설명만으로는 엘레우시스 밀교가 가졌던 권위와 그 오랜 지속 기간을 설명하기에는 불충분하다고 본다. 그리고 그 경험들은 내적인 것으로 비전 참가자들이 마신 키케온에 강력한 향정신성 물질이 들어있어서 이 물질을 매개로 하여 경험된 것이라고 주장한다. (환각제 이론을 참조)
이 클라이맥스 의식 다음에는 춤과 유쾌한 떠들썩함이 있는 밤샘 축제인 판니키스(Pannychis)가 열렸다. 춤은 엘레우시스의 라리온 평원(Ράριον πεδίον, Rharian Field)에서 열렸는데, 이 평원은 곡물 씨앗이 최초로 심겨진 장소라는 소문이 당시에 널리 퍼져 있었다. 또한 황소를 희생제물로 바치는 희생의식이 이 날 밤늦게 혹은 다음 날(보에드로미온 22일) 아침에 행해졌다.
아홉째 날인 보에드로미온 22일에 비전가들은 특별한 그릇에 담긴 제주(祭酒)를 부음으로써 죽은 자들에게 경의와 존경을 바쳤다.
열째 날인 보에드로미온 23일에 엘레우시스 대밀의제전이 끝났으며 모든 이들이 집으로 돌아갔다.

## 쇠퇴와 종언
기원후 170년에 데메테르 신전이 사르마티아인에 의해 약탈당하고 파괴되었는데, 마르쿠스 아우렐리우스(재위 161~180)가 재건하였다. 이 때문에 당시에 마르쿠스 아우렐리우스는 비전가가 아니면서도 아나크토론(Anaktoron, 궁전)으로 들어가는 것이 허락된 최초의 사람이 되었다. 4세기와 5세기에 기독교가 대중성을 얻어감에 따라 엘레우시스 밀교의 명성과 권위는 약해지기 시작했다. 로마의 마지막 비기독교 황제였던 율리아누스(재위 361~363)는 또한 엘레우시스 밀교에 입문한 마지막 로마 황제이기도 하였다.
기원후 392년에 로마 황제 테오도시우스 1세(재위 378~395)는 칙령을 발표하여 엘레우시스 밀교의 신전들과 성소들을 폐쇄하였다. 엘레우시스 밀교의 마지막 남은 성소들은 고트족의 왕인 알라리크 1세의 로마 침략시의 기원후 396년에 완전히 파괴되어 없어졌다. 당시 고트족은 "고트족의 어두운 색의 옷을 입은" 기독교인들과 함께 로마를 침략했는데, 이들은 아리우스파 기독교를 전파하였으며 엘레우시스 밀교의 옛 성소들을 파괴했다.
엘레우시스 밀교가 4세기에 종언을 맞이한 것을 역사가이자 그리스 철학자들의 전기 작가인 에우나피오스(Eunapius: fl. 4~5세기)가 기술하고 있다. 에우나피오스는 최후의 적법한 하이어러팬트로부터 엘레우시스 밀교의 비전을 받았다. 이 하이어러팬트는 로마 황제 율리아누스(재위 361~363)에 의해 임명된 사람이었는데, 율리아누스 당시에 엘레우시스 밀교는 이미 쇠미한 상태였는데 비기독교를 부흥시키고자 했던 율리아누스에 의해 엘레우시스 밀교의 하이어러팬트로 임명된 것이었다. 에우나피오스에 따르면 이 하이어러팬트는 엘레우시스 밀교의 사제 출신이 아니라 "미트라 밀교에서 (최상위 계위인) 파테르(Pater, 아버지)의 계위에 있었던, 테스피아이(Thespiae) 출신의 사람"이었다.

## 평가
고대 로마의 정치가이자 철학자였던 키케로(106~43 BC)는 엘레우시스 밀교에 대해 다음과 같이 극찬하였다.
| “ | 당신들 아테네인들이 가져다와서 인간의 삶에 기여한 많은 뛰어난 제도들과, 참으로, 신으로부터 받은 영감에 기반한 것이라고 말할 수 있는 제도들 중에서, 나의 견해로는, 그 어느 것도 [엘레우시스] 밀교보다 더 나은 것은 없다. 왜냐하면 [엘레우시스] 밀교 덕분에 우리 [로마인]들은 야만적이고 미개한 삶의 양식을 벗어나서 교육 받고 품위를 지닌 문명의 상태로 될 수 있었기 때문이다. 그리고 [엘레우시스] 밀교의 의식들은 "비전들(initiations)"이라고 불리는데, 비전, 즉 비법 전수라는 말에 합당하게 진실로 우리 [로마인]들은 [엘레우시스] 밀교의 의식들로부터 삶의 시작에 대해 배웠으며, [현생에서] 행복하게 사는 힘을 얻었을뿐만 아니라 더 나은 희망을 가지고 죽을 수 있게 되었다. | ” |
|   | — 키케로 《법률론》 II, xiv, 36 |   |

## 관련 예술
엘레우시스 밀교의 여러 측면들을 묘사하고 있는 많은 그림들과 부조들과 도자기 파편들과 같은 예술품이 있다.

### 엘레우시스 부조

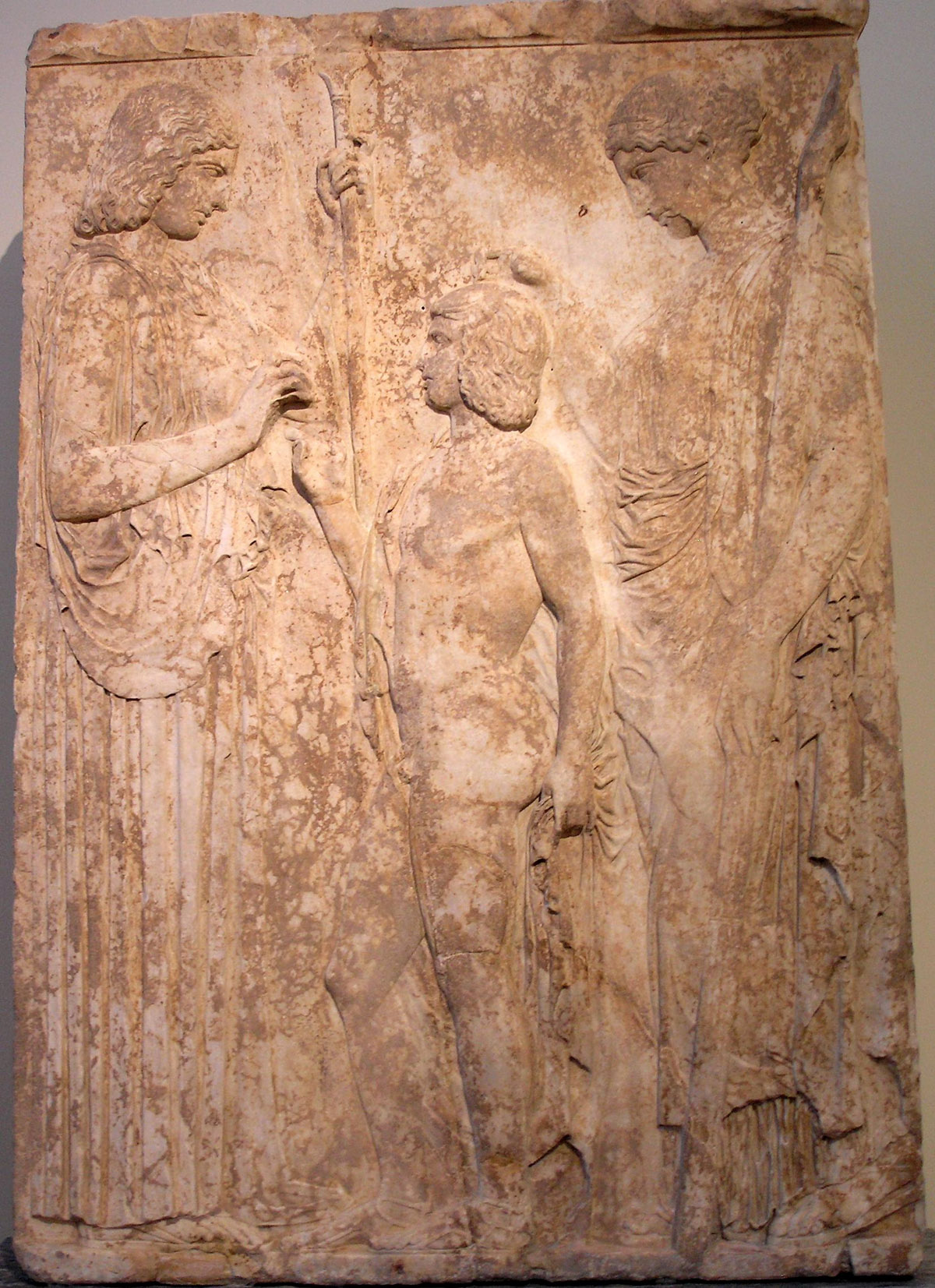
엘레우시스 부조(Eleusinian Relief): 이 부조에서 트리프토레모스는 데메테르로부터 밀 다발을, 페르세포네로부터 축복을 받고 있다. 이 신화는 엘레우시스 밀교와 깊은 관련이 있다. 기원전 5세기 부조. 아테네 국립 고고학 박물관

대표적인 예술품은 현재 아테네 국립 고고학 박물관에서 소장하고 있는 기원전 5세기 후반의 〈엘레우시스 부조(Eleusinian Relief)〉이다. 이 부조에는 트리프톨레모스(Triptolemus)가 데메테르로부터 씨앗을 받는 것이 묘사되어 있으며 또한 트리프톨레모스의 머리 위에 손을 얹은 페르세포네의 모습이 묘사되어 있다. 이 부조는 프리프톨레모스가 신들의 허락과 축복과 보호하에 인류에게 농업을 가르쳤다는 신화를 함의로써 묘사하고 있다.
또한, 기원전 4~6세기의 꽃병들과 다른 부조들에는, 관솔 횃불을 들고 있는 페르세포네와 데메테르에 둘러싸인 채, 트리프톨레모스가 곡식 이삭을 쥐고서 날개 달린 옥좌 또는 전차에 앉아 있는 모습이 묘사되어 있다.

### 엘레우시스의 암포라

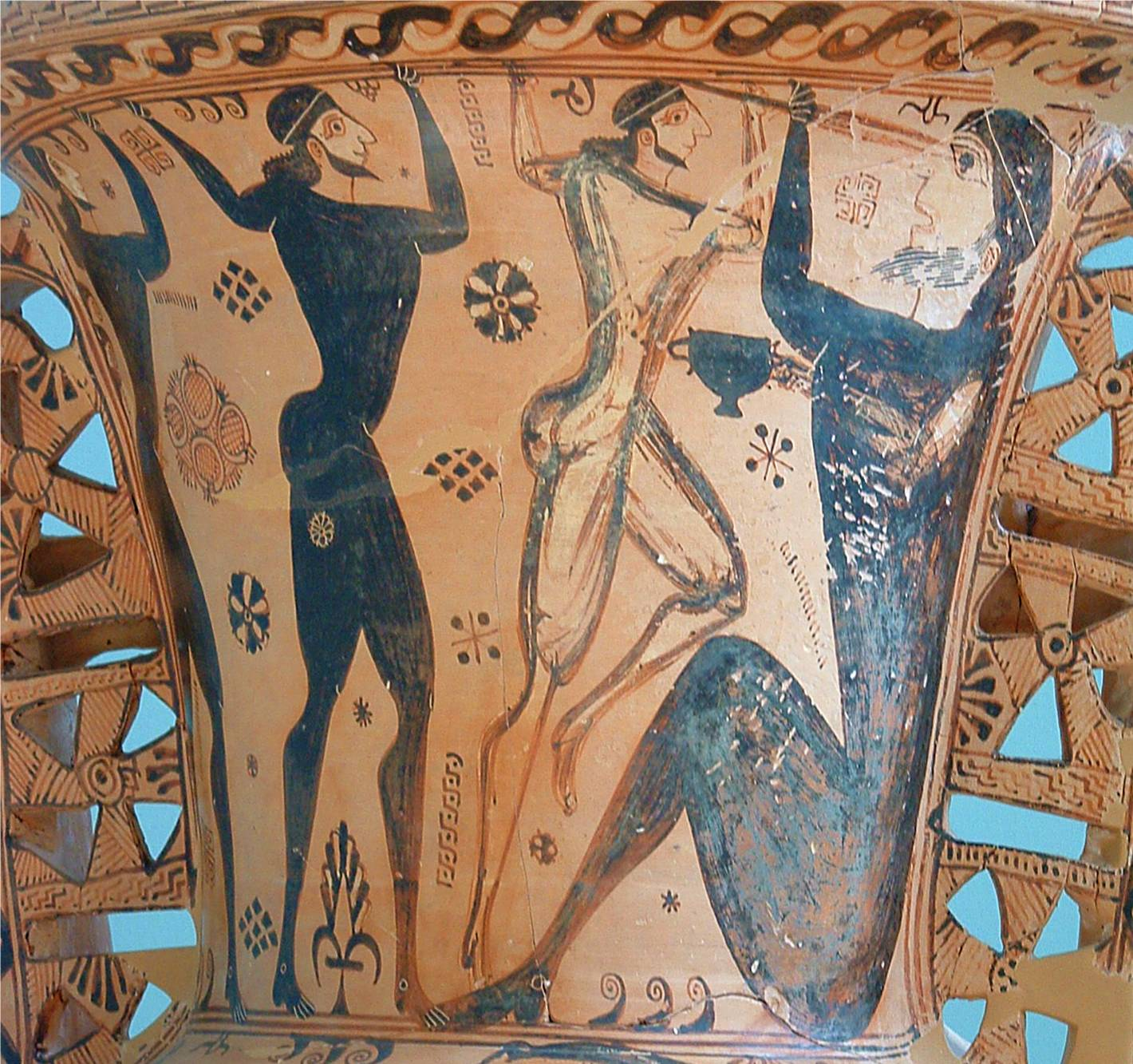
엘레우시스의 암포라의 목부분: 오디세우스와 그의 동료들이 폴리페모스를 결박하는 모습이 묘사되어 있다. 기원전 7세기. 엘레우시스 고고학 박물관

기원전 7세기 중반의 원아티케(Protoattic) 시대의 기념비적인 암포라의 목부분에는 페르세우스가 메두사의 목을 자르는 장면과 오디세우스와 그의 동료들이 폴리페모스(Polyphemos)를 결박하는 모습이 묘사되어 있는데, 이 암포라는 엘레우시스의 고고학 유적지 내에 위치한 엘레우시스 고고학 박물관(Archaeological Museum of Eleusis)에 보관되어 있다.

### 닌니온 타블레트

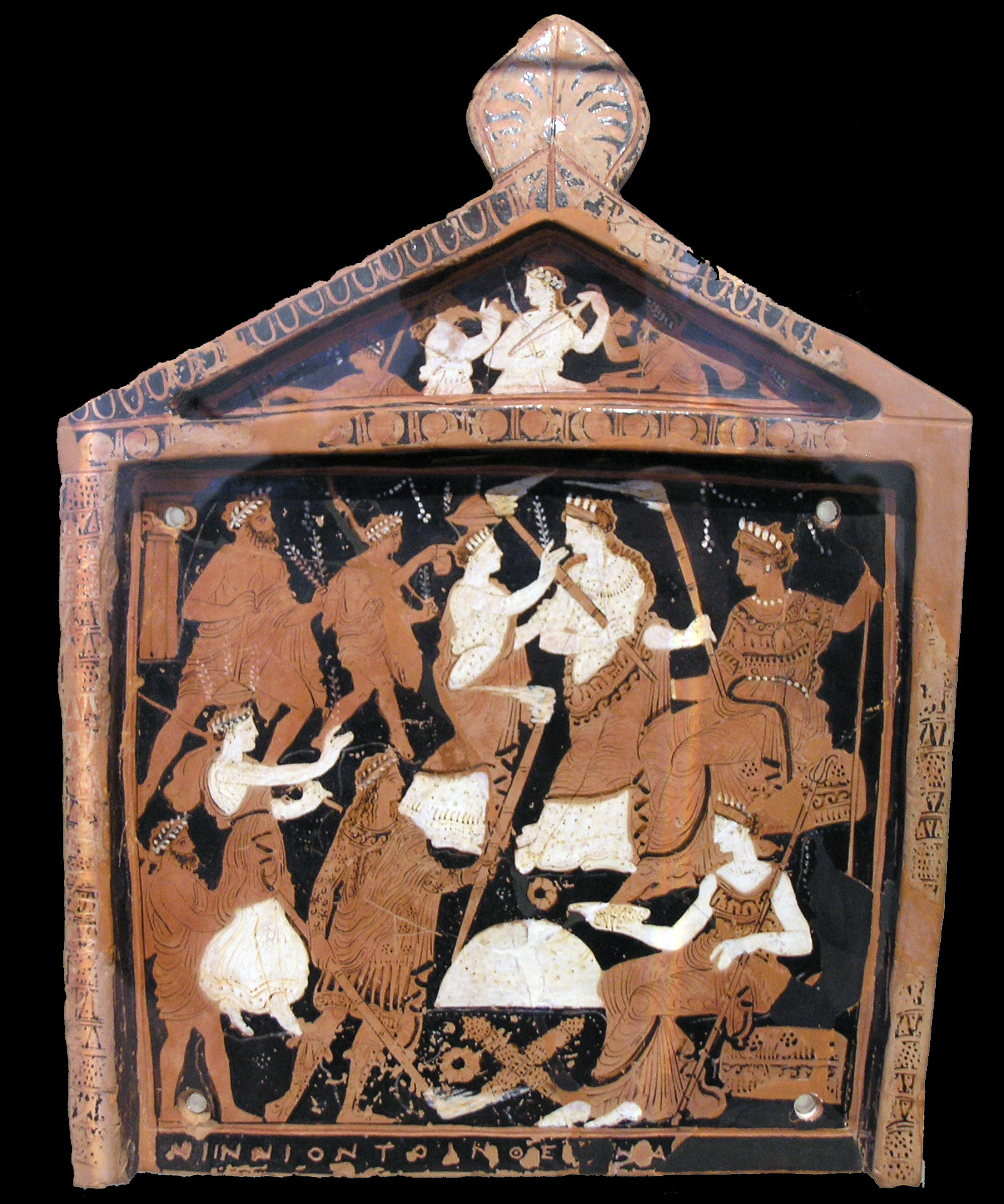
닌니온 타블레트(Ninnion Tablet): 엘레우시스 밀교와 관련된 장면이 묘사되어 있다. 기원전 370년경

엘레우시스 고고학 박물관에서 소장하고 있는 닌니온 타블레트(Ninnion Tablet)의 첫 번째 열에는 데메테르와 이 여신을 뒤따르는 페르세포네와 이아코스(Iakchos)와 다시 이들을 뒤따르는 비전가들의 행렬이 묘사되어 있다. 데메테르는 텔레스테리온 내부에서 키스테(kiste) 위에 앉아 있는 모습으로 나타나 있으며 페르세포네가 데메테르 앞에서 횃불을 들고서 이아코스와 비전가들을 소개하고 있다. 비전가들은 각자의 손에 바코이(bacchoi)를 들고 있다. 두 번째 열에는 의식용 횃불을 들고 있는 사제로서의 이아코스가 비전가들을 이끌고 있다. 이아코스는 옴팔로스(Omphalos) 가까이에 서 있으며, 한편, 아직 누구인지 확인이 되지 않은 미지의 여성(아마도 데메테르 컬트 종교의 여사제인 것으로 여겨진다)이 옴팔로스 근처에서 키스테 위에 앉아 있는데 홀(笏 · scepter)과 키케온(kykeon)으로 가득 찬 그릇을 들고 있다. 맨 위의 페디먼트(pediment: 삼각형 부분)에는 춤과 유쾌한 떠들썩함이 있는 밤샘 축제인 판니키스(Pannychis)가 묘사되어 있다.

### 기타 관련 예술

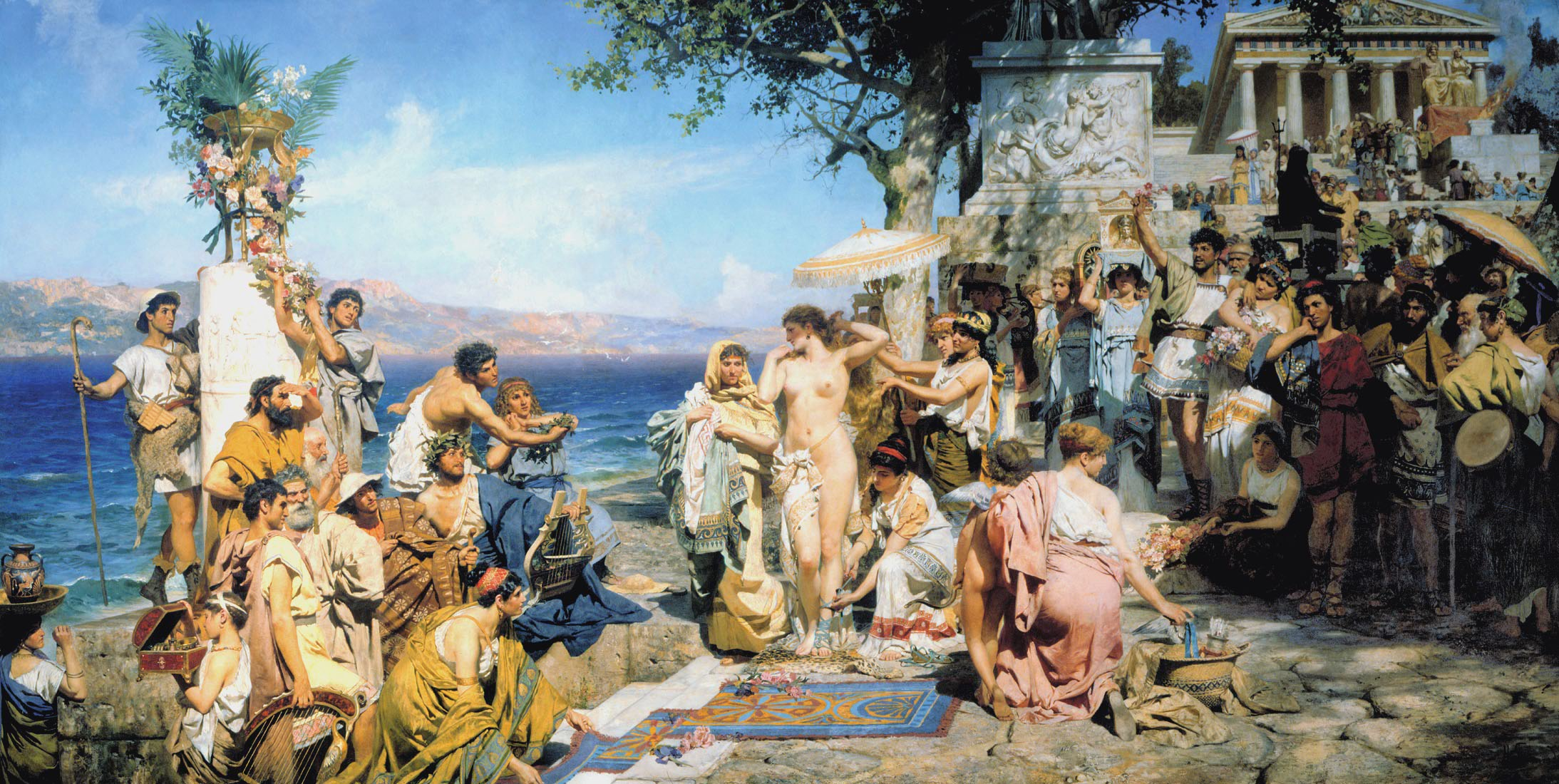
겐리흐 세미라드스키(Henryk Siemiradzki: 1843~1902))의 〈엘레우시스의 프리네〉(1889)

셰익스피어의 《템페스트》에서, 4막에 나오는, 프로스페로가 자신의 딸인 미란다와 그녀의 연인 페르디난드의 진실한 맹세를 축하하기 위해 마법을 부려 나타낸 가면극은, 비록 여기에 나오는 신들이 그리스 신들의 이름이 아니라 케레스(Ceres), 이리스(Iris), 디스(Dis: 플루톤의 다른 이름) 등과 같은 로마의 신들의 이름을 사용하고 있지만, 엘레우시스 신비 가르침의 의식들을 상기시킨다. 《템페스트》는 연금술과 헤르메스주의 등에서 사용되는 밀교적인 문학적 이미지들을 아주 풍부히 가지고 있는 희곡인데, 이러한 희곡에 등장하는 가면극을 표현함에 있어 엘레우시스 밀교의 의식들이 그 표현들을 끌어내는 원천으로 사용되었다는 것은 흥미로운 사항이다.

## 환각제 이론
몇몇 학자들은 엘레우시스 신비 가르침이 가진 힘과 영향력은 키케온이 환각제 역할을 했기 때문이라고 주장하였다. 이 학자들의 주장에 따르면, 마법적인 용도와 종교적인 용도로 포션을 사용하는 것은 고대 그리스를 비롯한 고대 세계에서 비교적 흔한 일이었다. 단식과 의식을 통해 민감해진 상태의 비전가들이 강력한 향정신성 포션의 영향으로, 커다란 영적 그리고 지적 효과를 가진, 계시를 받는 마음 상태로 들어갔다고 이 학자들은 주장한다. 이 이론이 회의적이라고 보는 다른 학자들은 이 이론에는 구체적인 증거가 부족하다고 지적하고 있으며, 그리고, 엘레우시스 신비 가르침이 큰 힘과 영향력을 가지게 된 것은 비전 전수가 개별적으로 이루어지기 보다는 집단적으로 이루어졌기 때문이라고 보고 있다.
키케온의 주요 성분으로 많은 향정신성 물질들이 제안되었는데, 그 어느 것도 전체 학자들의 동의를 얻거나 혹은 확정적인 증거를 가지지 못하고 있다. 제안된 향정신성 물질로는 보리에 기생하는 균계의 기생균, 맥각(ergot), 에르고노빈(ergonovine)이 있는데, 이 중에서 맥각에는 엘에스디(LSD)의 선구 물질인 알칼로이드성 엘에스에이(LSA)가 포함되어 있다. 그러나, 비록 알렉산더 슐긴(Alexander Shulgin)과 앤 슐긴(Ann Shulgin)이 에르고노빈과와 엘에스에이 둘 다가 엘에스디와 유사한 효과를 내는 것으로 알려져 있다고 서술하고 있지만, 현대에서 맥각균이 기생하는 보리를 사용하여 키케온을 만들려는 시도가 있었는데 확정적인 결론을 내릴 수 있을만한 결과가 나오지 않았다.
버섯도 후보 물질 중의 하나이다. 테렌스 맥케나(Terence McKenna: 1946~2000)는 엘레우시스 밀교의 비전 전수 의식들에서 좀환각버섯(Psilocybe)이 중심적인 역할을 했을 것이라고 추측하였다. 그는 또한 광대버섯(Amanita muscaria)과 같은 향정신성 식물도 사용되었을 것이라고 추측하였다. 최근의 한 가설에서는 고대 이집트인들이 보리를 이용하여 좀환각버섯을 재배했으며 이 버섯을 오시리스와 관련시켰다고 주장하고 있다.
또 다른 후보 물질로는 양귀비로부터 유도된 오피오이드(opioid)가 있다. 크레타섬에서 아편이 만들어졌다는 것은 확실한 사실인데, 여신 데메테르의 컬트 종교에서 양귀비를 크레타섬에서 엘레우시스로 가져왔을 가능성이 있다.
또 다른 이론에서는 키케온에 들어 있었던 향정신성 물질은 지중해 전역에서 자라는 관목으로 모노아민산화효소억제제(MAOI)로 사용된, 하르말이라고도 불리는 시리아 루트(Syrian Rue)를 포함하는, 아야와스카(Ayahuasca)의 유사물이었다고 추측하고 있다.
또 다른 후보 물질로는 디엠티(DMT)가 있다. 디엠티는 갈풀과 아카시아를 포함한 많은 지중해 야생 식물에서 발견되는 향정신성 물질이다.
기원전 415년에 알키비아데스(450~404 BC)가 민가에서 열린 "엘레우시스 의식(Eleusinian mystery)", 즉 "환각제 파티"에 참여했다는 이유로 일부 유죄판결을 받았다는 것을 환각제 이론을 뒷받침하는 간접적인 증거로 보는 학자들도 있다.

## 현대의 해석
어퀘리언 타브너클 처어치(Aquarian Tabernacle Church, ATC, "물병자리 장막 교회")에서는 매년 봄마다 3일간의 신비 제전 또는 범이교 축제를 열고 있는데, ATC는 이 제전 또는 축제를 엘레우시스 밀교를 현대에 재현한 것이라고 주장한다. 이 축제의 주요 행사는 "의식 드라마(Ritual Drama)"이다. ATC는 자신들의 의식 드마가 어떻게 계절이 오는가를 보여주는 고대 그리스의 신비 의식 드라마를 현대적으로 해석하여 보여주고 있다고 주장한다.
원래의 엘레우시스 밀교는 거의 3천년 동안 그 비밀이 지켜져 내려온 밀의종교이며, 이러한 이유로 앞에서 서술된 것과 같은 기초적인 내용이 엘레우시스 밀교에 대해 알려져 있는 내용의 사실상 전부라고 할 수 있다. ATC는 고대의 엘레우시스 밀교를 비록 현대적 모사에 지나지 않는다고 할 수 있지만 그러한 한계에도 불구하고, 대규모로 재현하는 현대의 유일한 단체로, 희망하는 모든 이들에게 ATC는 자신들의 축제 또는 제전에 참가할 수 있게 하고 있다.
ATC의 축제 또는 제전은 매년 부활절 주말에 미국 워싱턴주의 포트 프래글러 주립공원(Fort Flagler State Park)에서 개최되고 있다.

## 같이 보기
- 고대 그리스 종교
- 그리스 신화
- 밀의종교
- 데메테르
- 페르세포네
- 오르페우스교
- 디오니소스 밀의종교
- 서양의 밀교

## 참고 문헌
- Apollodorus. 《Apollodorus: The Library》, Sir James George Frazer (translator). Two volumes. Loeb Classical Library. Cambridge MA: Harvard University Press and London: William Heinemann Ltd. 1921. Vol. 1: ISBN 0-674-99135-4. Vol. 2: ISBN 0-674-99136-2.
- Boardman, Griffin, and Murray. 《The Oxford History of the Classical World》 (Oxford University Press 1986). ISBN 978-0-19-872112-3.
- Bowden, Hugh. 《Mystery Cults of the Ancient World》 (Princeton University Press; 2010) 256 pages; A study of the Mysteries of Eleusis and other cults of ancient Greece and Rome.
- Brisson, Luc and Tihanyi, Catherine (2004). 《How Philosophers Saved Myths: Allegorical Interpretation and Classical Mythology》. University of Chicago Press. ISBN 0-226-07535-4
- Burkert, Walter, 《Ancient Mystery Cults》, Harvard University Press, 1987.
- Cicero. 《Laws II》, xiv, 36.
- Clinton, Kevin. "The Epidauria and the Arrival of Asclepius in Athens" in 《Ancient Greek Cult Practice from the Epigraphical Evidence》. edited by R. Hägg, Stockholm, 1994. ISBN 91-7916-029-8.
- Goblet d’Alviella, Eugène, comte, 《The mysteries of Eleusis : the secret rites and rituals of the classical Greek mystery tradition》, 1903.
- Greene, William C. "The Return of Persephone" in 《Classical Philology》. University of Chicago Press 1946. pp. 105–106.
- Kerényi, Karl. 《Eleusis: Archetypal Image of Mother and Daughter》, Princeton University Press, 1991. ISBN 0-691-01915-0.
- Metzner, Ralph. "The Reunification of the Sacred and the natural", 《Eleusis》 Volume VIII, pp. 3–13 (1997).
- McKenna, Terence. 《Food of the Gods: Search for the Original Tree of Knowledge》. Bantam, January 1993. ISBN 0-553-37130-4.
- Meyer, Marvin W. (1999). 《The Ancient Mysteries, a Sourcebook: Sacred Texts of the Mystery Religions of the Ancient Mediterranean World》. University of Pennsylvania Press. ISBN 0812211692 {{isbn}}의 변수 오류: 유효하지 않은 ISBN.X
- Moore, Clifford H. 《Religious Thought of the Greeks》. (1916). Kessinger Publishing April, 2003. ISBN 0-7661-5130-1.
- Mylonas, George Emmanuel. 《Eleusis and the Eleusinian Mysteries》. Princeton University Press 1961.
- Nilsson, Martin P. 《Greek Popular Religion》 1940.
- Rassias, Vlasis. 《Demolish Them》. (in Greek) Athens, 2000. (2nd edition) ISBN 960-7748-20-4.
- Riu, Xavier. 《Dionysism and Comedy》, (1999), Rowman & Littlefield Publishers, Inc.; Reprint edition (March 2002). ISBN 0-8476-9442-9. Cf. p. 107 for a discussion of Dionysus and his role in the Eleusinian Mysteries.
- Rohde, Erwin. 《Psyche: The Cult of Souls and the Belief in Immortality among the Greeks》. trans. from the 8th edn. by W. B. Hillis, Routledge & Kegan Paul, 1925; reprinted by Routledge, 2000. cf. Chapter 6, "The Eleusinian Mysteries".
- Shulgin, Alexander, Ann Shulgin. 《TiHKAL》. Transform Press, 1997.
- Smith, William, 《A New Classical Dictionary of Greek and Roman Biography, Mythology and Geography Vol. II》. Kessinger Publishing, LLC 2006. ISBN 1-4286-4561-6.
- Smith, William. 《A Dictionary of Greek and Roman Antiquities》. London, 1875.
- Taylor, Thomas, 《The Eleusinian and Bacchic Mysteries: a dissertation》. Amsterdam [i.e. London] [c.1790], later editions, edited, and reprinted variously. (Fourth Edition, 1891)
- Tripolitis, Antonia. 《Religions of the Hellenistic-Roman Age》. Wm. B. Eerdmans Publishing Company, November 2001. ISBN 0-8028-4913-X.
- Vaughn, Steck. 《Demeter and Persephone》. Steck Vaughn Publishing, June 1994. ISBN 978-0-8114-3362-4.
- Wasson, R, Ruck, C., Hofmann, A., 《The Road to Eleusis: Unveiling the Secret of the Mysteries》. Harcourt, Brace, Jovanovich, 1978. ISBN 0-15-177872-8.
- Willoughby, Harold R. "The Greater Mysteries at Eleusis 보관됨 2016-05-04 - 웨이백 머신", Ch. 2 of 《Pagan Regeneration: A Study of Mystery Initiations in the Graeco-Roman World 보관됨 2016-05-04 - 웨이백 머신》, 2003, Kessinger Publishing, ISBN 0-7661-8083-2. Broad excerpts can be browsed online.